# Martin Chambers
Martin Chambers (ur. 8 czerwca 1964 w Glasgow, zm. 9 kwietnia 2024 w Troon) – brytyjski duchowny katolicki, biskup Dunkeld (nominat).

## Życiorys
Święcenia kapłańskie otrzymał 25 sierpnia 1989 i został inkardynowany do diecezji Galloway. Pracował głównie jako duszpasterz parafialny, pełnił także funkcje m.in. diecezjalnego konsultanta ds. edukacji katolickiej oraz dyrektora kurialnych wydziałów do spraw powołań oraz do spraw formacji diakonów stałych.
2 lutego 2024 papież Franciszek mianował go ordynariuszem diecezji Dunkeld. Zmarł przed przyjęciem sakry biskupiej zaplanowanej na 27 kwietnia 2024.